# Henry Fonda for President
Henry Fonda for President ist ein essayistischer Dokumentarfilm von Alexander Horwath (Buch & Regie), Regina Schlagnitweit (künstlerische Mitarbeit, Recherche) und Michael Palm (Kamera, Ton, Schnitt) aus dem Jahr 2024. Der Film wurde auf der Berlinale 2024 in der Sektion Forum uraufgeführt und in der Folge auf mehreren internationalen Festivals ausgezeichnet. In der jährlichen Kritikerumfrage der britischen Filmzeitschrift Sight & Sound wurde er unter die Besten Filme 2024 gewählt.

## Handlung und Form
Der dreistündige Essayfilm verschränkt zwei Erzählstränge: Im Mittelpunkt steht der US-amerikanische Filmschauspieler Henry Fonda (1905–1982), doch ausgehend von dessen Leinwand-Persona und seiner Vita entwirft Alexander Horwath ein gedankliches Panorama der Vereinigten Staaten von Amerika, von der Ankunft der niederländischen Fonda-Vorfahren im 17. Jahrhundert bis zur Gegenwart.
Der Film enthält sowohl aktuelle Aufnahmen aus den USA als auch vielfältiges Archivmaterial: Filmausschnitte, historische Film- und Tondokumente, Gemälde, Fotografien. Gedreht wurde an Schauplätzen wie Albany, Omaha, Grand Island, New York, Tuckahoe, New Salem, Tombstone, Fort Apache, Fonda, NY u. a. Geschichte, Populärkultur, Politik und Horwaths Überlegungen, die er in einem ausführlichen Voice-over-Text darlegt, verknüpfen sich zu einer weit ausgreifenden und zugleich persönlichen Erzählung. Als zweite Kommentarstimme dienen Originaltöne aus einem langen Interview, das der Journalist Lawrence Grobel 1981 mit Henry Fonda geführt hat.
Henry Fonda for President beginnt mit einer Jugenderinnerung des Filmemachers – Paris im Sommer 1980.
Zur selben Zeit finden in Moskau die olympischen Spiele statt; in Detroit wird Ronald Reagan zum Kandidaten der Republikanischen Partei für das Amt des US-Präsidenten gekürt; in New Hampshire dreht Henry Fonda seinen letzten Film.
Zwei Film- bzw. TV-Dokumente mit Fonda und Reagan beleuchten zwei verschiedene Weisen, die Vereinigten Staaten von Amerika ins Visier zu nehmen: als „God’s Own Country“ oder als Schauplatz sozialer Kämpfe. Es folgt ein großer Rücksprung ins Jahr 1651, in die Niederlande. Eine doppelte Migrationsgeschichte nimmt ihren Lauf, die Geschichte eines Mannes und seiner Familie – und die Geschichte der USA, einer Nation in Bewegung. Henry Fonda bahnt der Erzählung den Weg: Alle Stationen dieser Reise durch das Land und dessen Geschichte sind mit ihm verbunden – mit seinem Leben und dem seiner Vorfahren; mit seiner Arbeit als Schauspieler und seiner öffentlichen Person; mit den Kinofiguren, die er darstellte. In ihnen fokussierte er sich selbst, aber auch das Land, aus dem alle diese Gesichter herrühren.

## Hintergrund
Henry Fonda for President ist der Debütfilm des Autors und Kurators Alexander Horwath. Er verfolgt darin sowohl die reale Geschichte der USA und ihres Demokratiemodells wie auch die Imaginationen des Kinos und der Populärkultur, die das historische (Selbst-)Bild des Landes und dessen politische Debatten geprägt haben: „Die politischen Kräfte in einer Gesellschaft sind nicht nur an den offiziellen Orten abzulesen, sondern auch – oder gerade – an ihrem ‚Dream Life‘, wie es Norman Mailer genannt hat, ‚ein unterirdischer Strom wilder, einsamer und romantischer Wünsche‘. Im 20. Jahrhundert hat man vom Kino viel über diese Imaginationen erfahren.“
Als Ankerfigur dieses filmischen Essays über die USA dient dem Autor der Schauspieler Henry Fonda: „Dank seiner Familiengeschichte, seiner persönlichen Konflikte, Schwächen und Überzeugungen, seiner Filme und seines besonderen Vermögens als Darsteller fungiert Fonda auch ein bisschen wie ein Zoom-Objektiv, das mittels variabler Brennweite verschiedenste Dimensionen der Geschichte und des Lebens in Amerika einfängt. Manchmal nur die Umrisse, manchmal die genauesten Details. (…) [Der Film] ähnelt vielleicht einer Doppelhelix: zwei auf- oder absteigende Hauptstränge in spiralisierender Bewegung – die Biografie eines Komposits namens ‚Henry Fonda‘ und die ‚Biografie‘ der Vereinigten Staaten von Amerika.“
In Fonda sieht Horwath eine besondere Form von Autorschaft verkörpert: „Ich glaube, dass mit der speziellen Kunstform des Kinos, des Spielfilms, eine multiple Autorschaft einhergeht. Es gibt einzelne, prägende Figuren in den unterschiedlichen Metiers, Drehbuch, Kamera und eben auch Schauspiel, die sich mit einer konsistenten Gestaltungskraft so in die Werke einbringen, dass sie eine Signatur ähnlich der Regie entwickeln. Bei Fonda bin ich mir sicher, dass der Akteur auch ein ‚Auteur‘ ist.“
Der Blick des Films auf die USA wird als ein Blick von außen kenntlich gemacht: „Es war mir wichtig, diese Perspektive auf die USA klar auszuschildern – als eine Sicht, die ‚von anderswo‘ herkommt. Daher gab es auch nie die Idee, eine rein englische Sprachfassung zu machen. Neben Fonda, der natürlich im englischen Original zu hören ist, gibt es eine zweite, deutsche Stimme aus dem Off. Der da spricht, also ich, ist von der europäischen Geistesgeschichte geprägt. Er hat zwar seit seiner Jugend ein offensichtliches Interesse für Amerika entwickelt, aber was er darüber vermitteln kann, tut er mit den Werkzeugen, die ihm gegeben sind.“
Der Film entstand mit Unterstützung des Bundesministeriums für Kunst, Kultur, öffentlichen Dienst und Sport sowie der Kulturabteilung der Stadt Wien, Nordmedia und in Zusammenarbeit mit Arte.
Die Uraufführung fand am 19. Februar 2024 im Berliner Delphi-Kino im Rahmen der Berlinale statt. Der Film wurde für den Dokumentarfilmpreis der Berlinale nominiert und lief in der Sektion Forum. In der Folge wurde er auf rund 40 internationalen Filmfestivals, Stand März 2025, präsentiert und mehrfach ausgezeichnet.
Seinen Kinostart erlebte der Film im Jahr 2025 in Österreich am 10. Januar, in Deutschland am 30. Januar und in den USA am 3. April. Die deutlich kürzere, 56 Minuten lange TV-Version, Henry Fonda – Der Präsident der Namenlosen, wurde am 3. November 2024 und am 17. Februar 2025 auf Arte ausgestrahlt.

## Rezeption
In den deutschsprachigen Zeitungen und Fachzeitschriften erlebte der Film nach seiner Uraufführung auf der Berlinale insgesamt eine starke und positive Rezeption. Auch von der internationalen Kritik wurde der Film anlässlich seiner Premiere und im Zuge der folgenden Filmfestivals sehr positiv wahrgenommen. In der jährlichen Kritikerumfrage der britischen Zeitschrift Sight & Sound wurde Henry Fonda for President unter die „Besten Filme 2024“ gewählt. In der internationalen Kritikerumfrage des argentinischen Fachmediums Con los ojos abiertos nahm er Platz 1 unter den „Debütfilmen des Jahres“ und Platz 7 unter den „Filmen des Jahres“ ein.
J. Hoberman in Artforum nennt den Film „ein Meisterwerk angewandter Cinephilie“ und eine „melancholische Erinnerung daran, dass die von Hollywood angetriebenen Massen-Illusionen, die Fonda, Reagan und andere hervorgebracht haben, nicht mehr existieren.“
Für die Kritikerin Flavia Dima ist Henry Fonda for President „eines der Filmereignisse dieses Jahrzehnts. (…) Kein anderer Film dieser Art hat mich seit Thomas Heises Heimat ist ein Raum aus Zeit (2019) so beeindruckt – nicht nur, weil beide Filme die symbolische Drei-Stunden-Marke überschreiten, sondern weil sie echte Geschichtsstunden sind. Sie verbinden das Archiv und das unmittelbare Bild, das Abwesende und das Anwesende, die Vergangenheit und die Gegenwart mit großer formaler Eleganz.“
Benedikt Guntentaler pflichtet auf Artechock bei: „Ein triumphales Werk.“
Auch für den spanischen Kritiker José Luis Loza ist es „der monumentale Film, für den diese Berlinale in Erinnerung bleiben wird.“
In El País macht Elsa Fernández-Santos auf die Verbindungen des Films zu den aktuellsten Ereignissen in den USA aufmerksam: „Über drei Stunden hinweg liefert der Erstling des österreichischen Autors Alexander Horwath ein bewundernswertes Röntgenbild der Vereinigten Staaten. (…) Seine Vision sollte zwingend sein – in einem Jahr, in dem Donald Trump ins Weiße Haus zurückkehren könnte, mit unabsehbaren Folgen für die Welt.“ Im selben Zusammenhang betont allerdings Cosima Lutz in Die Welt: „Horwath bemüht keine plakativen Parallelen zum Heute. Schmerzhaft genau selbst dann noch zu sein, wenn er etwas nicht explizit ausspricht: Darin ähnelt Horwath seinem Helden.“
Auch der Kritiker Philipp Stadelmaier lotet die Bezüge des Films zur US-Politik seit Fondas Tod und dessen Rolle als imaginärer Repräsentant des Landes aus: „Gerade durch sein zurückgenommenes, abgeschattetes Schauspiel wird Fonda zur Verkörperung einer prekären, immer erst noch zu erlangenden und nie erreichten Idee der amerikanischen Demokratie. Gute Schauspielerinnen ‚bewahren‘ diese Idee als Ideal und Reserve; die schlechten (Reagan, Trump) behaupten, sie zu besitzen, um sie unter Triumphgeheul auszubeuten und zu vernichten. Mit Fonda tritt ein Vertreter der Recht- und Namenlosen, ein Messias der Outlaws gegen diese Hohepriester der Mächtigen und Protagonisten eines Bibelschinkens an, der mit Reagan begonnen hat und in dem wir heute dank Trump im letzten Akt angelangt sind: der Apokalypse.“
Die Aufmerksamkeit, die der Film einer vom Kino vermittelten Geschichtsschreibung widmet, betont Daniel Moersener in seiner Rezension für Die Zeit: „Wenn persönliche oder geschichtliche Krisen heraufziehen, springt das Kino den Menschen bei. Es gibt den Blick frei auf eine neben unserer realen Geschichte existierenden imaginären Geschichte. Und auf eine Zukunft, die zwischen diesen Bildern ihrer Verwirklichung harrt.“
Daniel Kothenschulte fokussiert in der Frankfurter Rundschau hingegen auf die zeitgenössischen Aufnahmen des Films: „Der offene Blick dieser Dokumentaraufnahmen könnte kein größerer Gegensatz sein zur gezirkelten Mitteilsamkeit des alten Hollywood. Diese Kamerabilder fügen sich ein in eine andere sozialkritische amerikanische Kunstrichtung, die Fotobewegung ‚New Topographic‘“.
In seinem ‚Critic’s Pick‘ in der New York Times argumentiert Glenn Kenny, dass die vielfältigen Verbindungen des Films „einen hohen Unterhaltungswert [haben], aber Horwath weiß, dass sie mehr bedeuten als nur Belanglosigkeiten: Ihre Fäden bilden das Gewebe der amerikanischen Kultur, so wie sie ist.“
Für den Kritiker A.S. Hamrah von Screen Slate ist der Film „mindestens drei Dinge in einem: eine Studie von Fondas Karriere, eine Sozialgeschichte seiner Filme im Hinblick auf die Entwicklungen der amerikanischen Geschichte vom 18. Jahrhundert bis zur Gegenwart und ein klarsichtiger Reisebericht eines Europäers von Küste zu Küste, ganz in der Tradition von Alexis de Tocqueville und Jean Baudrillard. Alle drei Vorhaben sind gelungen. Die drei Stunden vergehen wie im Flug und sind voller Details.“
Für Ben Kenigsberg auf RogerEbert.com erzählt der Film einiges über den „Generationenwechsel“ in Hollywood und den USA in den 1960er und 70er Jahren: „Die gesellschaftliche Transformation, als Fondas Hollywood jenem von Martin Scorsese Platz machte, ist nur eines der vielen Themen dieses ideenreichen dreistündigen Films. [Er] setzt Fonda als Avatar ein, um zu untersuchen, wie Amerika sich selbst gesehen hat.“
Eine ausführliche Analyse von Henry Fonda for President und weiterer aktueller Filme zur politischen Krise in den USA liefert der Filmtheoretiker Drehli Robnik in der Zeitschrift Tagebuch: „1905 geboren, in den USA lange Zeit ein ‚national monument‘, verkörperte Fonda den jungen Lincoln, zwei fiktive US-Präsidenten und immer wieder das Gewissen einer (links)liberalen Sozialkritik, von Früchte des Zorns bis zu Die zwölf Geschworenen. In Henry Fonda for President geht es um ihn, vielmehr, es – etwas – geht mit ihm um. Und der Film geht mit ihm um, nicht als individuelle Lebens- und Werkgeschichte, sondern als ‚Gesellschaftsbiografie‘ (Siegfried Kracauer): reisende Amerika-Diagnostik unter Nutzung von Spielfilm-Footage – Gesten, Sätze, Motive – als durchsuchbares Archiv einer US-Geschichte, die brüchig ist. (…) Der Jetzt-wieder-Präsident ist in diesem Film als abwesender Großer Anderer präsent, kurz auch als Charaktermaske eines Straßenclowns. Gegenmodelle zu dem, wofür Trump steht, kann Horwath anhand von Fonda insofern entfalten, als er ihn nicht zur ‚guten‘ Identität stilisiert, sondern versucht, den Fonda‘schen Everyman in einen Nobody aufzulösen. Und damit Ansprüche einzulösen, nämlich Sichtbarkeits-Claims solcher Sozietäten, die in der – auch filmischen – Geschichtsschreibung nach wie vor eher (und bald wieder mehr?) marginal sind: Kolonial vernichtete First Nations, gewaltbetroffene Schwarze, ausgebeutete mexikanische Erntearbeiterinnen – implizit sind sie mit da, in Fondas Western, Justiz- und Sozialdramen, expliziert nun in dem Essayfilm, der ihn zum Präsidenten dieser Namenlosen ernennt. Die Archivmontage verwebt etwa Fondas Erinnerung an den ungesühnten rassistischen Lynchmord an William Brown, dessen Zeuge er 1919 wurde, mit Lynchjustizszenen aus Klassikern, in denen er um 1940 spielte. Die Nobody-Werdung soll anderen Stimmen, Körpern, Erfahrungen Raum geben. Ein bescheidenerer Aspekt davon ist die Selbstkritik des bürgerlich-weißen, heroischen Akteurs. Plastisch gerät sie in den Filmen durch die Verhaltung in Fondas Spiel und die Mäßigung seiner Figuren durch gelebte Bindung an rechtsstaatliche Normen und Umgangsformen des Andere-Wahrnehmens. Ein Ethos der Selbstzurücknahme ist hier verknüpft mit der Ablehnung jener enthemmten Maskulinität, die etwa Trump als symbolische Artikulation, aber auch als identitärer Führer-Körper verkörpert.“

## Auszeichnungen
- 2024: Special Jury Prize beim BAFICI – Buenos Aires International Independent Film Festival in der der Sektion Avant-Garde & Genre[27]
- 2024: Chantal Akerman Award beim Jerusalem Film Festival[28]
- 2024: Time of History Special Award beim Valladolid International Film Festival – SEMINCI[29]
- 2024: Publikumspreis beim Festival I mille occhi in Triest[30]
- 2024: Special Award der offiziellen Jury beim Festival Cineuropa, Santiago de Compostela[31]
- 2025: Diagonale-Preis Schnitt für die beste künstlerische Montage Dokumentarfilm (Michael Palm)[32]